# Cheneché
Cheneché és un municipi francès situat al departament de la Viena i a la regió de la Nova Aquitània. L'any 2007 tenia 297 habitants.

## Demografia

### Població
El 2007 la població de fet de Cheneché era de 297 persones. Hi havia 119 famílies de les quals 32 eren unipersonals (28 homes vivint sols i 4 dones vivint soles), 28 parelles sense fills, 47 parelles amb fills i 12 famílies monoparentals amb fills.
La població ha evolucionat segons el següent gràfic:
Habitants censats

### Habitatges
El 2007 hi havia 135 habitatges, 119 eren l'habitatge principal de la família, 8 eren segones residències i 8 estaven desocupats. 133 eren cases i 2 eren apartaments. Dels 119 habitatges principals, 103 estaven ocupats pels seus propietaris, 15 estaven llogats i ocupats pels llogaters i 1 estava cedit a títol gratuït; 6 tenien dues cambres, 14 en tenien tres, 28 en tenien quatre i 72 en tenien cinc o més. 87 habitatges disposaven pel capbaix d'una plaça de pàrquing. A 44 habitatges hi havia un automòbil i a 68 n'hi havia dos o més.

### Piràmide de població
La piràmide de població per edats i sexe el 2009 era:
| Homes | Edats   | Dones |
| ----- | ------- | ----- |
| 1     | 95 o +  | 0     |
| 0     | 90 a 94 | 0     |
| 2     | 85 a 89 | 5     |
| 1     | 80 a 84 | 0     |
| 2     | 75 a 79 | 4     |
| 2     | 70 a 74 | 2     |
| 4     | 65 a 69 | 4     |
| 8     | 60 a 64 | 4     |
| 7     | 55 a 59 | 4     |
| 12    | 50 a 54 | 7     |
| 20    | 45 a 49 | 20    |
| 11    | 40 a 44 | 12    |
| 9     | 35 a 39 | 12    |
| 10    | 30 a 34 | 8     |
| 7     | 25 a 29 | 8     |
| 12    | 20 a 24 | 5     |
| 14    | 15 a 19 | 11    |
| 10    | 10 a 14 | 17    |
| 6     | 5 a 9   | 15    |
| 7     | 0 a 4   | 4     |

## Economia
El 2007 la població en edat de treballar era de 205 persones, 157 eren actives i 48 eren inactives. De les 157 persones actives 142 estaven ocupades (78 homes i 64 dones) i 15 estaven aturades (9 homes i 6 dones). De les 48 persones inactives 13 estaven jubilades, 18 estaven estudiant i 17 estaven classificades com a «altres inactius».

### Ingressos
El 2009 a Cheneché hi havia 129 unitats fiscals que integraven 327 persones, la mediana anual d'ingressos fiscals per persona era de 18.868 €.

### Activitats econòmiques
Dels 7 establiments que hi havia el 2007, 1 era d'una empresa de fabricació d'altres productes industrials, 3 d'empreses de construcció, 1 d'una empresa de serveis, 1 d'una entitat de l'administració pública i 1 d'una empresa classificada com a «altres activitats de serveis».
Dels 3 establiments de servei als particulars que hi havia el 2009, 1 era un paleta i 2 fusteries.
L'any 2000 a Cheneché hi havia 4 explotacions agrícoles.

## Poblacions més properes
El següent diagrama mostra les poblacions més properes.